# Koskino-1
Koskino-1, Koskino 1-je/Pierwoje (ros. Коскино-1) – wieś (ros. деревня, trb. dieriewnia) w zachodniej Rosji, w wołoście Luszczikskaja (osiedle wiejskie) rejonu bieżanickiego w obwodzie pskowskim.

## Geografia
Miejscowość położona jest 4 km od centrum administracyjnego osiedla wiejskiego (Luszczik), 1,5 km od centrum administracyjnego rejonu (Bieżanice), 131 km od stolicy obwodu (Psków).
W granicach miejscowości znajduje się ulica Posiołkowaja.

## Demografia
W 2010 r. miejscowość zamieszkiwało 8 osób.